# ソニー
ソニー株式会社（英: Sony Corporation）は、東京都港区港南のソニーシティに本社を置く、ソニーグループ傘下の日本の総合電機メーカーであり、テレビ・デジタルカメラ・スマホ開発事業、ネットワークサービス事業、映像制作ソリューション事業、ライフサイエンス事業を展開するエンタテインメント・テクノロジー&サービス（ET&S）事業を担うソニーグループの祖業にあたる企業。
2021年4月1日のグループ再編以前の法人（旧：東京通信工業株式会社、現：ソニーグループ株式会社）と、以降の法人は別の法人格であるが、商号・営業上は連続しているため、以下では特記しない限り、「ソニー」を名乗った法人について連続して扱う。

## 概要
1946年に井深大、盛田昭夫、太刀川正三郎らが、日本の東京都中央区日本橋にあった百貨店・白木屋の3階の一室を借りる形で事務所兼工場を設けて創業した。創業当初は中央区・日本橋に拠点を置いていたが、その1年後の1947年には品川区北品川（御殿山エリア）に移転した。以後約60年間にわたって同地区に分散する形で、多数の関連施設が並ぶ状況だった。このことから「ソニー村」といわれたこともあった。2007年には、港区に建設されたソニーシティに本社が移転され、分散していた施設群のほとんどもソニーシティに統合された。
社名でありブランドであるソニー（Sony）の商号は1955年より使用されており、音を意味する英語の「Sonic」、およびラテン語の「Sonus」と男の子（坊や）を意味する英語の「Sonny」に由来している。その際、日本人が「Sonny」を「ソンニー」と発音し「損」を連想させてしまうことを懸念した盛田が、そこから「n」を1つ取ったことで「Sony」となった。またブランド名を全面的に押し出したカタカナ語の社名への変更は、株主やメインバンクの三井銀行（現在の三井住友銀行）からも当初は反対され、「ソニー電子工業」や「ソニー電気」にすべきと提案されたが、盛田は断として、「我々が世界で伸びるため、断固、ソニー株式会社でいくべきだ」とこだわり、周りが折れる形で「ソニー」という社名に落ち着いたともされている。
かつては独立研究所として「ソニー中央研究所」「ソニー木原研究所」「ソニー中村研究所」「ソニー・インテリジェンス・ダイナミクス研究所」「ソニーコンピュータサイエンス研究所（Sony CSL）」 を擁していたが、中央研究所は1990年代後半に、2006年までにCSL以外のその他の研究所も本社に統合された。

## 歴史

### 創業までの動き

東通工時代の広告（1954年）。Soni-TapeのSoniは、SONYの語源の一つである「音」を意味するラテン語のSonusの複数形である。

1945年（昭和20年）9月、東京での新会社創設のため、井深大が、太刀川正三郎、樋口晃などの仲間とともに疎開先の長野県須坂から上京。
同年10月、井深らが東京・日本橋の白木屋3階の一室に「東京通信研究所」を立ち上げる。参加した20名のうち、主なメンバーは、以前に井深が設立に関与し、技術担当重役も務めていた日本測定器の若い社員7名であった。この小さな研究所兼工場が、現在のソニーを生み出す母体となった。
のちに朝日新聞のコラム「青鉛筆」に掲載された東京通信研究所の記事が、戦時中に井深と親交のあった盛田昭夫の目に留まり、会社設立に合流する。

### 東京通信工業として創業
1946年（昭和21年）、井深、盛田、太刀川などを中心に東京通信工業株式会社（とうきょうつうしんこうぎょう、略：東通工〈とうつうこう〉、英: Tokyo Telecommunications Engineering Corporation）として創業。創業当初は真空管電圧計の製造、販売を行っていた。創業に際して太刀川家が持ち株比率55%となる資本援助を行った。資本金19万円で、井深の義父である前田多門（終戦直後の東久邇内閣で文部大臣）が社長、井深が専務（技術担当）、盛田が取締役（営業担当）、太刀川が取締役（経理財務担当）、増谷麟が監査役、社員30名弱。東通工の設立趣意書には
| 「 | 真面目ナル技術者ノ技能ヲ最高度ニ発揮セシムベキ 自由豁達ニシテ愉快ナル理想工場ノ建設 | 」 |

と記されている。

### 日本初のテープレコーダー
1950年（昭和25年）には日本初のテープレコーダー（当時はテープコーダーと呼称）を開発。この頃にテープレコーダーの音質にクレームをつけにきた大賀典雄が合流している。オランダのフィリップス社のような大会社を目指して輸出に注力する方針を立てた 東通工は、トランジスタの自社生産に乗り出し、1955年（昭和30年）、日本初のトランジスタラジオ「TR-55」を発売した。
また、製品すべてに「SONY」のマークを入れることにした。「SONY」以外に考えられたブランド名には、東京通信工業の頭文字である「TTK」や、略称である東通工のローマ字表記「Totsuko」、また東京通信工業を英訳した「Tokyo Teletec」などがあった。しかし、「TTK」は東洋陶器（現・TOTO）やTTKグループが略称あるいは商標として用いていた事から、候補から外れた。「Totsuko」は、盛田がアメリカに出張した際、当時のアメリカ支社の社員が発音に苦労しており、英語話者にとって発音が難しいことが分かったため、候補から外れた。「Teletec」については、同じ名のブランドを持つ企業がアメリカにあることが分かり、断念した。
1957年（昭和32年）のトランジスタラジオ「TR-63」は、輸出機として大成功をおさめた。

### SONYに社名変更
1958年（昭和33年）1月に東京通信工業株式会社からソニー株式会社に改称。改称にあたっては、主要取引銀行である三井銀行から、すでに東京通信工業が日本国内で知名度を得ていることや、ソニー単独では何の会社か分からないことから、反対の意見が出た。銀行は、「Sony」にどういった会社なのかを示すために「Sony Electronic Industries」や「Sony Teletech」などの社名を提案した。
また社内でも、東京通信工業という社名に愛着を持っている一部の社員たちは、社名変更に反対した。しかし、盛田たちは「Tokyo Tsushin Kogyo」では世界的な認知度を得ることは難しいと考えており、また社名に「Electronic」などの電機関係の言葉をつけることについても「ソニーが将来、エレクトロニクスの会社であるとは限らない」という趣旨を伝え、「ソニー」の社名を押し切った。
同年、東京証券取引所市場第一部に上場を果たした。すでに東京通信工業傘下の国内販売会社は、この前年に「ソニー商事」に社名を変更していた。この販売会社の社名変更に大きな混乱はなく、むしろ認知度は上がり、業績が伸びていたことも銀行への説得材料となった。1954年5月、仙台工場（現・仙台テクノロジーセンター、宮城県多賀城市）を設立。

### 1960年代
1960年（昭和35年）には、米国に現地法人を設置し自ら販売活動を始め、翌1961年（昭和36年）には日本企業として初めて株式の米国預託証券 (ADR) 発行が日本政府から認められた。また1960年にはスイスに法人を設置してヨーロッパの販売代理店の統括を行うが、1968年（昭和43年）にソニーUKを設置したのを皮切りに国ごとに現地法人を設置していく。1960年（昭和35年）11月に、ソニー厚木工場（現・厚木テクノロジーセンター）開設。
トランジスタの研究開発と応用を進め、1959年（昭和34年）に世界初の直視型ポータブル・トランジスタテレビを発売するが売れず。1961年（昭和36年）には世界初のビデオテープレコーダー（以下、VTR）「SV-201」を開発、1967年（同42）にはトランジスタ電卓を発売した。1964年（昭和39年）には世界初の家庭用オールトランジスタVTR を発表する。その一方で放送用音響機器事業からは一度撤退する。
カラーテレビの開発では出遅れ、良好な画質のカラーテレビを目指して1961年（昭和36年）にクロマトロンの開発に取り組むが量産に至らず、1967年（昭和42年）にトリニトロンカラーテレビの開発に成功した。
この時期はエレクトロニクス製品以外の事業にも進出。1961年（昭和36年）にはショールームの建設のため不動産管理会社ソニー企業を設立。1968年（昭和43年）には米国のCBSと合弁でレコード会社CBS・ソニーレコード（現：ソニー・ミュージックエンタテインメント〈SMEJ〉）を設立し、1988年には米国コロムビア・レコードを買収した。

### 1970年代

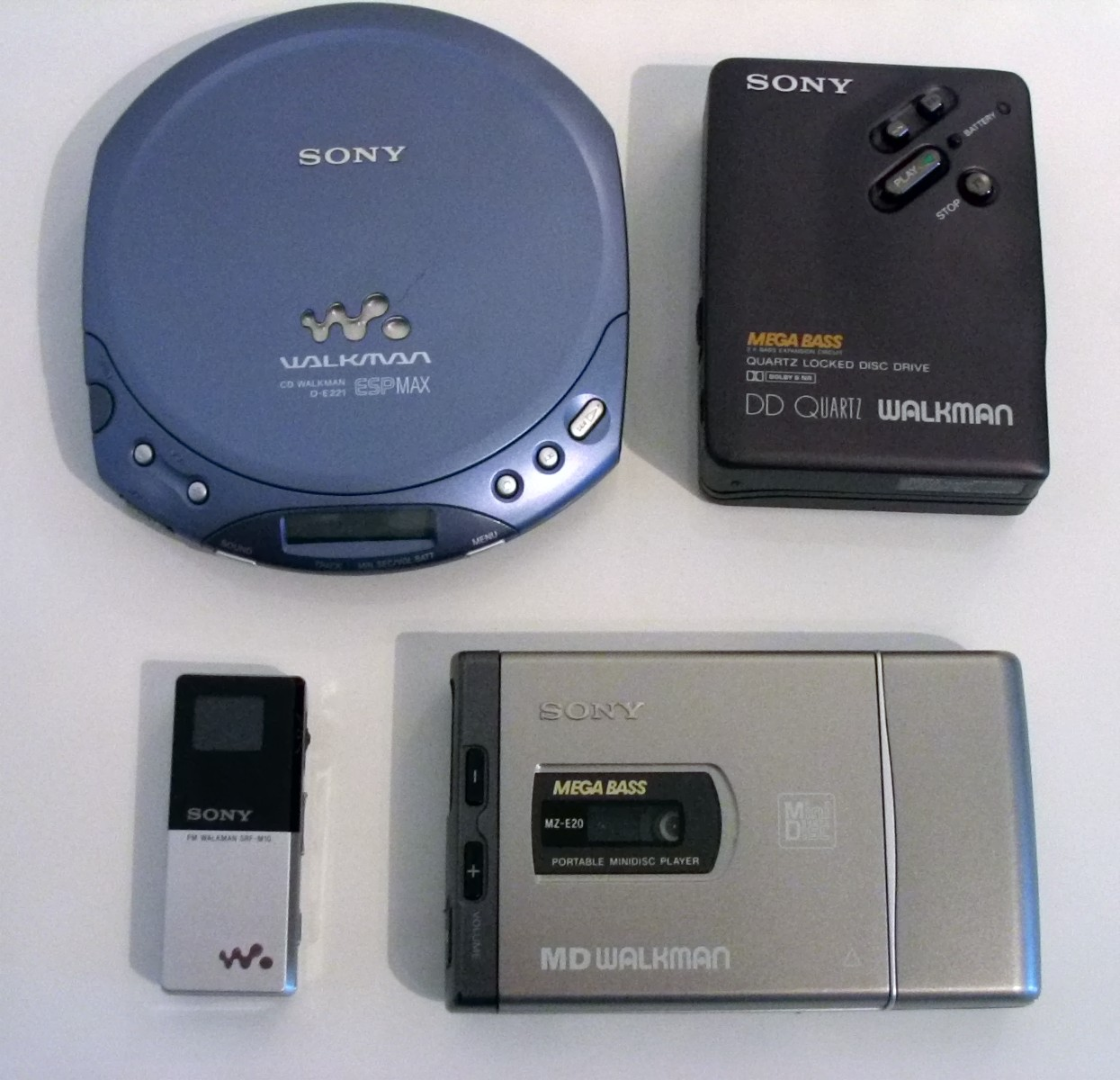
各種Walkman。右上から時計回りに、カセットウォークマン、MDウォークマン、メモリースティックウォークマン、CDウォークマン。

1970年代は家庭用VTRの普及をめざし、1970年（昭和45年）に松下電器産業・日本ビクターなどと共同してビデオカセット規格「U規格」を立ち上げる。1971年（昭和46年）に対応製品「Uマチック」を発売するが成功せず、1975年（昭和50年）に小型化・低価格化を図ったビデオカセット規格「ベータマックス」を発売する。ベータマックスは日本ビクターが開発した家庭用VTRビデオカセット規格「VHS」と、家電業界を二分する激しい規格争い（ビデオ戦争）を繰り広げたが、結局1988年（昭和63年）にVHS機を並売する形で決着した。一方でCCDを利用したカラーカメラとビデオカセットレコーダーを組み合わせた製品（いわゆるカムコーダ）の開発に取り組み、規格統一を図り1985年（昭和60年）に8ミリビデオとして発表した。
業務用VTRではテレビ放送局用の「Uマチック」を開発して放送用機材事業に再参入し、放送局のフィルム取材からビデオ取材 への移行を促した。ベータマックスをベースに開発された1981年の「ベータカム」はENG市場の95%を占めるスタンダードとなった。VTRのデジタル化、コンピュータ化にも取り組み、1980年代後半から対応製品の販売を始めた。
オーディオ製品においては1960年代からフィリップス社のコンパクトカセット規格のテープレコーダーの製造・販売を行っていたが、若者向け製品としてヘッドフォンで音楽を聴く形式の携帯型カセットテーププレイヤー「ウォークマン」を1979年に発売。1995年度に生産累計が1億5,000万台に達した。日本国立科学博物館に重要科学技術史資料として登録された際には「音楽リスニングを大きく変えた」と評価されている。
1975年（昭和50年）には米国のユニオンカーバイド社と合弁で電池事業を始めたが、1986年（昭和61年）にユニオンカーバイド社の経営難から合弁を解消し、単独で事業を継続。電池の研究開発を始めリチウムイオン電池を開発、1990年（平成2年）に製品化を発表した。
1979年（昭和54年）にはソニー・プルデンシャル生命保険を設立 し保険事業に参入した。

### 1980年代
オーディオのデジタル化にも取り組み、フィリップス社と共同してCDを開発、CBS・ソニー（現・ソニー・ミュージックエンタテインメント）からのソフトとディスク生産体制の提供を受け1982年（昭和57年）に発売した。1984年（昭和59年）には携帯型CDプレイヤーを発売。
CD以降はユーザーが記録可能な光ディスクの開発にも取り組み、1988年（昭和63年）に光磁気ディスク（MO）を発売した。そして、1992年（平成4年）にMD規格を立ち上げた。映像を記録する光ディスクについてはフィリップス社との共同開発が試みられたが、最終的に規格統一に合意し、DVD規格の立ち上げに参画した。
1970年代末からコンピュータ関連機器の開発に取り組み、1980年（昭和55年）に英文ワープロとポータブル液晶ディスプレイつきタイプライターを発売。1982年（昭和57年）には「SMC-70」を発売してパソコン市場に参入、さらに1983年（昭和58年）には「HitBit」ブランドでホビーパソコン規格MSXへの参入も行った。しかし1980年代に開発されたこれらの商品群は、英文ワープロ用に開発した3.5インチフロッピーディスクこそ、のちのデファクトスタンダードとなったものの、多くは鳴かず飛ばずに終わった。この理由としては、当時メジャーなAppleやNECの言語を使わず、自社の"Sony Basic"を組み込んでいたことなどがあげられる。
また、1984年（昭和59年）には第二電電（DDI、現KDDI）の設立に関与している。そのため、当時発売していた固定電話機に搭載されていたLCRはDDIの「α-LCR」であったほか、DDIセルラーグループにも1989年の開業当初から携帯電話端末を供給していた。
1989年（平成元年）にはコロンビア・ピクチャーズ・エンタテインメントを買収して映画事業に参入 している。

### 1990年代

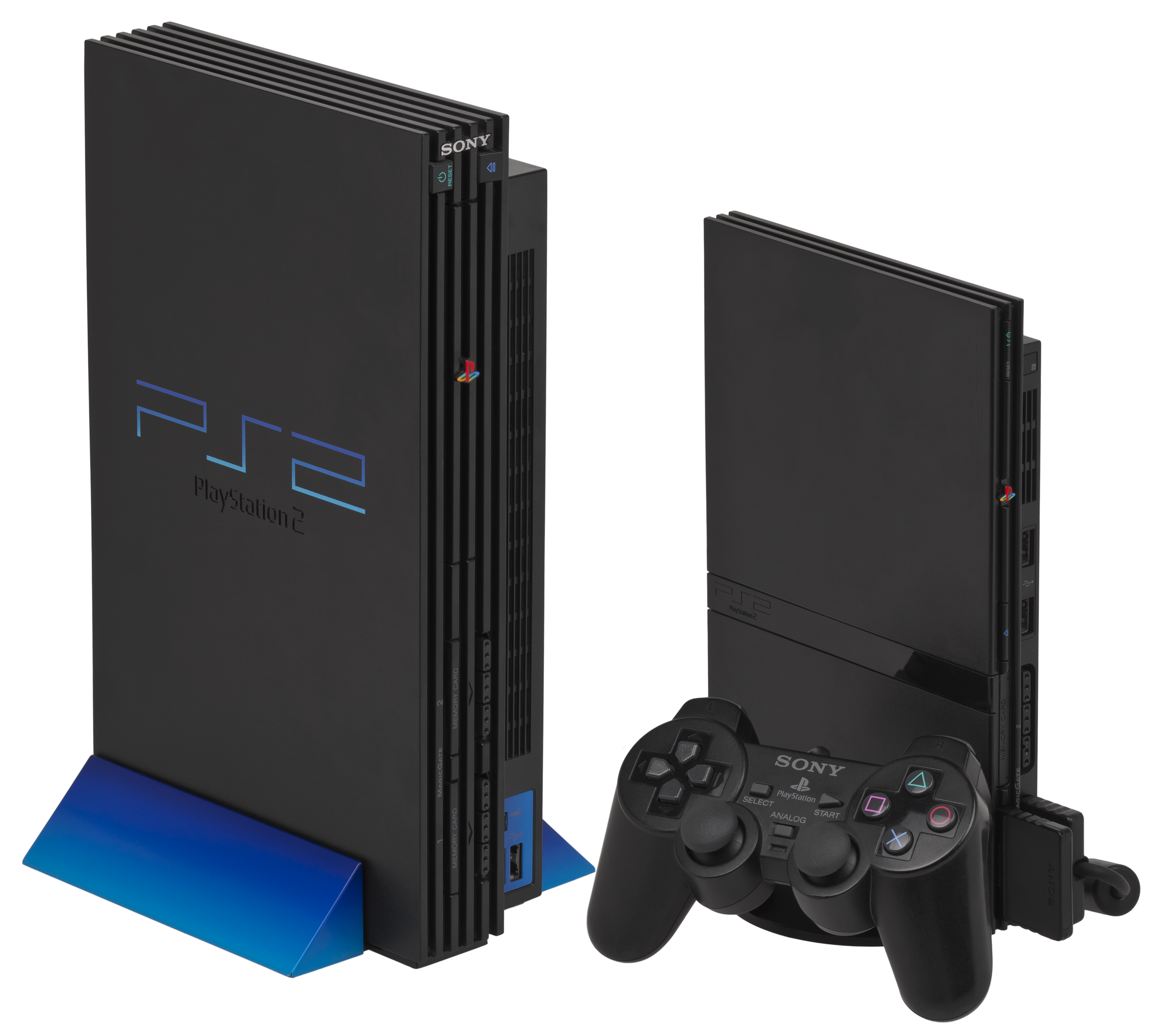
PlayStation 2（プレイステーションツー）

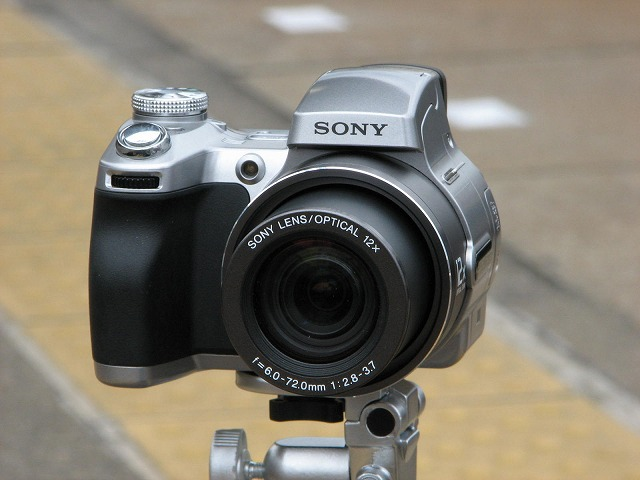
サイバーショット、DSC-H1

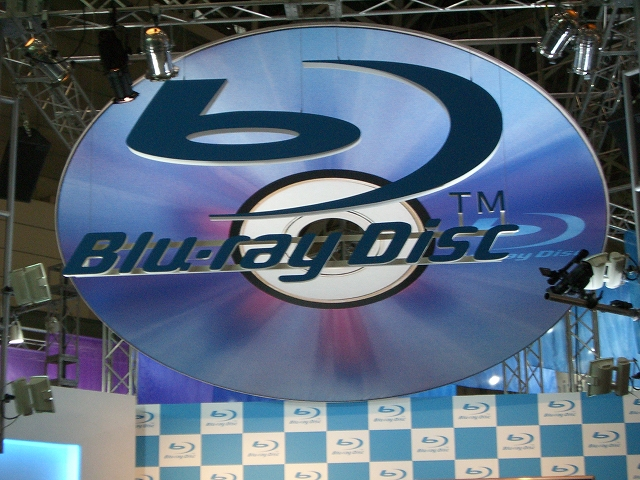
Blu-ray Disc（ブルーレイディスク）

1991年、ソニー生命保険株式会社が発足。1993年（平成5年）、ソニー・コンピュータエンタテインメントを設立し家庭用ゲーム機事業に参入 した。1995年（平成7年）にはソニーコミュニケーションネットワーク株式会社を設立しISP事業に参入、翌年からSo-netを開始した。また、1995年には最高財務責任者(CFO)を日本の企業ではじめて導入をする。
1996年（平成8年）、「VAIO」ブランドでパソコンに再度参入する。また携帯電話会社に対して携帯電話端末の供給を行っていたが、2001年（平成13年）にはエリクソン社と合弁でソニー・エリクソン・モバイルコミュニケーションズ（後のソニーモバイル → ソニー〈二代目〉）を設立し、携帯電話端末の開発・販売を行うことにした。
2002年（平成14年）にはフィリップス社やパナソニックなど9社共同でBlu-ray Disc規格を策定した。2004年、ソニーフィナンシャルホールディングスが発足する。

### 2010年代
ゲーム事業を担っているソニー・コンピュータエンタテインメントは、2012年（平成24年）3月期以降3期連続の債務超過となっており、債務保証を行っていたが、2017年3月期決算で債務超過は解消している。
また2012年（平成24年）エリクソンから株式を取得してソニー・エリクソン・モバイルコミュニケーションズを完全子会社とし、携帯電話端末事業がソニー単体の事業に戻った。
2014年（平成26年）7月にはテレビ事業を分社化し、ソニービジュアルプロダクツ設立。またテレビ事業は10年連続で赤字が続き、リストラを繰り返しており、2017年（平成29年）の売上目標は当初の見通しより低く抑えている。同年パーソナルコンピュータVAIO事業を売却。また利益重視の姿勢を打ち出し、国際サッカー連盟のスポンサーを降板。
2015年（平成27年）オンラインゲーム子会社ソニー・オンライン・エンタテインメントをコロンバス・ノバに売却。SOEはソニーのプラットフォーム以外にもソフトを供給できるようになる。10月にはビデオ&サウンド事業を分社化しソニービデオ&サウンドプロダクツを設立。
2016年（平成28年）4月には半導体事業を分社化し、ソニーセミコンダクタソリューションズを設立。
2017年（平成29年）4月には民生用カメラ事業や業務用製品事業を分社化し、ソニーイメージングプロダクツ&ソリューションズを設立。
2018年（平成30年）10月より、日立ブランド薄型テレビ&BDレコーダー「Wooo」の国内販売終了に伴い、「ブラビア」をはじめとするソニー製品を日立系列店「日立チェーンストール」にも供給開始した。
2019年（平成31年）4月、テレビ事業を担うソニービデオ&サウンドプロダクツとビデオ及びサウンド事業を担うソニービジュアルプロダクツが統合し、ソニーホームエンタテインメント&サウンドプロダクツが発足した。

### 2020年代
2020年（令和2年）4月1日、エレクトロニクス・プロダクツ&ソリューション分野を統括する中間持株会社である、ソニーエレクトロニクス株式会社を設立。
2021年（令和3年）4月1日に、ソニー株式会社（初代法人）がソニーグループ株式会社に商号を変更。また、ソニー株式会社（初代法人）のエレクトロニクス事業と、ソニーエレクトロニクス、ソニーイメージングプロダクツ&ソリューションズ、ソニーホームエンタテインメント&サウンドプロダクツ、ソニーモバイルコミュニケーションズ（存続会社）が統合し、ソニー株式会社（二代目法人）が誕生。3月には3月期連結決算（2020年度連結業績）で純利益を初めて1兆円の大台に乗せた。

## 沿革

### 社業
- 1946年 - 井深、盛田、太刀川らが東京都中央区日本橋の白木屋 （のちの東急百貨店日本橋店、現在の『COREDO 日本橋』の場所）3階の一室に、前身となる東京通信工業株式会社を設立[45]。社長に前田多門、専務（技術担当）に井深、取締役（営業担当）に盛田、取締役（経理財務担当）に太刀川という体制をとった。初めは真空式電子電圧計などを製作していた[73]。
- 1947年 - 本社および工場を東京都品川区の御殿山地区に移転[45][74]。
- 1950年 - 日本で初めてテープレコーダーを製作、販売した[45]。
- 1953年 - トランジスタの研究を開始。
- 1955年 - トランジスタラジオの製造販売を開始[45]。このとき、ロゴに『SONY』を採用しアメリカ合衆国などにも輸出し始めた。Sonyとは音を意味する英語のSonic、ラテン語のSon（us）と男子の子供の英語の「坊や」を意味するSonnyからつけられた[75]。
- 1958年1月1日 - ソニー株式会社（初代法人）へ商号変更、同年12月1日東京証券取引所に上場[45]。
- 1960年
  - 世界最初のトランジスタテレビを発売[45]。
  - ソニー厚木工場（現・厚木テクノロジーセンター）開設[37]。
- 1961年
  - 日本の株式会社として初めてADR（米国預託証書）を発行[45]。本格的な資本調達の国際化のはしりとなる。
  - 不動産管理会社としてソニー企業株式会社を設立[41]。
- 1966年 - ショールームビルとして東京の銀座にソニービルを建設[41]。
- 1968年
  - 日本初のカラーブラウン管、「トリニトロン」方式のカラーテレビを開発[76]。この「トリニトロン」方式のブラウン管は、家庭用・放送業務用問わずテレビ・ビデオモニターの全商品で使われた。
  - アメリカのCBSと合弁でシービーエス・ソニーレコード（現・ソニー・ミュージックエンタテインメント）を設立[45]。
- 1969年 - アイワと技術・業務・資本の提携。
- 1970年 - 日本企業としては初めてニューヨーク証券取引所に上場[45]。
- 1971年 - 日本初のクロムポジション（IEC TYPE-II、後のハイポジション）用音楽録音専用コンパクトカセットテープ「クロミカセット」（後のCR）を発売。
- 1975年 - 電池の製造・販売を目的として、アメリカのユニオン・カーバイドとの合弁でソニー・エバレディ（現・ソニーエナジー・デバイス）を設立[50]。
- 1978年 - 世界初となる磁性体にメタルパウダーを用いたマイクロカセット用カセットテープ「MC-90」を発売（11月1日）。
- 1979年 
  - ソニー・プルデンシャル生命保険（現・ソニー生命保険）を設立[45]。
  - 同社初のメタルポジション（IEC TYPE-IV）用音楽録音専用コンパクトカセットテープ「METALLIC」を発売（5月10日）[77]。
- 1986年 - ユニオン・カーバイドとの合弁を解消し子会社化して「ソニー・エナジー・テック」が発足[50]。
- 1988年 - CBSレコード・グループ（現・ソニー・ミュージックエンタテインメント）を買収[45]。
- 1989年 - コロンビア・ピクチャーズ・エンタテインメント（現・ソニー・ピクチャーズ エンタテインメント）を買収[45]。
- 1993年 - ソニー・コンピュータエンタテインメント（現・ソニー・インタラクティブエンタテインメント）を設立[45]。
- 1998年 - アメリカ合衆国のプロゴルフツアー・ハワイアンオープンに協賛。「ソニーオープン・イン・ハワイ」として開催。
- 2000年
  - 1月1日付で、ソニー・ミュージックエンタテインメント、ソニーケミカル、ソニー・プレシジョン・テクノロジーを完全子会社化[78]。
  - ベルリンのポツダム広場にソニーセンターをオープン。ヨーロッパ本社をケルンからベルリンに移す。
  - 「2000東京国際自転車展」にて電動自転車の試作車「エンターテインメント・ビークル」を公開。
- 2001年
  - 三井住友銀行と合弁でソニー銀行設立[45]。
  - 携帯電話端末事業のためエリクソンと合弁でソニー・エリクソン・モバイルコミュニケーションズを設立[58]。
- 2002年 - アイワと合併（登記は12月2日）し、法人としてのアイワを解散。その後、アイワはソニーの1ブランドとなり、商品は子会社のソニーマーケティングで取り扱った。
- 2003年 - ソニーミュージックエンタテインメントの子会社としてアニプレックスが発足する。
- 2004年 - メトロ・ゴールドウィン・メイヤーを買収[79]。
- 2005年 - 出井伸之会長兼CEOらトップ3人が退任、当社初となる外国人トップのハワード・ストリンガー会長兼CEOが誕生[80]。
- 2006年 - PlayStation Network稼働。
- 2007年 - 本社を東京都港区港南一丁目に移転。旧本社地区の保有不動産を積水ハウスに売却。
- 2012年 - ソニー・エリクソン（現・ソニー〈二代目〉）を完全子会社化[64]。
- 2013年
  - 「ソニーシティ大崎」を日本ビルファンド投資法人や国内機関投資家などに1,111億円で売却、なお、ソニーおよびグループ企業は今後5年間、引き続き当該ビルを使用する予定。
  - 東京都品川区北品川の「ソニー3号館」の持ち分62%を54億5,600万円でニッキに譲渡し、「NSビル」のニッキ所有持ち分58.7%を51億5,000万円で取得[81]。
- 2014年
  - 2014年3月期の連結最終損益（米国会計基準）が約1,100億円の最終赤字となり、主力2事業の大規模な再編を発表。
  - 「VAIO」を展開するPC事業を、投資ファンド日本産業パートナーズが設立する新会社に事業譲渡し、ソニーが販売するVAIOとしては、2014年春モデルを最後に撤退。
  - 7月をめどに、9期連続で営業赤字が続く「BRAVIA」などを展開するTV事業を設立する完全子会社に分社[65]。
  - 旧本社の「NSビル」「ソニー4号館」「ソニー5号館」を住友不動産に231億円で売却。
  - FIFAの不祥事（裏金問題）を受け、企業イメージを損ねる可能性を恐れFIFAスポンサーを降板[68]。
  - 新規事業創出案件の一つとして、ソニー不動産（現・SREホールディングス）を設立。
  - IFA 2014にて電動自転車の試作車「XPERIA Bike」を公開。
- 2015年 - THE世界遺産の番組提供スポンサーを降板。
- 2016年
  - ソニーグループのLGBT推進における取り組み指標『PRIDE指標』で最高スコアの“ゴールド”に認定[82]。
  - ソニーイーエムシーエスと重複する事業を、ソニーイーエムシーエスへ移管。その後、同社は、ソニーグローバルマニュファクチャリング&オペレーションズ株式会社へ商号変更[83][84]。
- 2017年
  - リチウムイオン二次電池事業など一部の電池事業を、ソニーエナジー・デバイスから村田製作所へ譲渡[85]。
  - ソニーグループ、LGBT推進への取り組みで『PRIDE指標』最高評価の“ゴールド”を2年連続受賞[86]。
- 2018年 - ソニーグループ、LGBT推進への取り組みで『PRIDE指標』最高評価の“ゴールド”を3年連続受賞[87]。
- 2020年
  - 4月1日 - エレクトロニクス・プロダクツ&ソリューション分野を構成する3事業[注 5] を統括する中間持株会社として、ソニーエレクトロニクスを設立[88]。
  - 7月27日 - 電気自動車（EV）の試作車「VISION-S」を公開[89]。
- 2021年
  - 4月1日 - ソニー本体およびエレクトロニクス・プロダクツ&ソリューション事業において、以下の企業組織再編を実施。
    - ソニー株式会社（初代法人）がソニーグループ株式会社に商号を変更し、純粋持株会社に移行[90]。
    - 連結子会社のソニーモバイルコミュニケーションズが、ソニー株式会社（初代法人）のエレクトロニクス事業を完全に移管、およびソニーエレクトロニクス、ソニーイメージングプロダクツ&ソリューションズ、ソニーホームエンタテインメント&サウンドプロダクツを吸収合併し、ソニー株式会社（二代目法人）に商号を変更[91]。
- 2024年
  - 7月 - ソニーがブルーレイディスクの生産を段階的に終了することを発表した[92]。
- 2025年
  - 1月 - ソニーがブルーレイディスク・ミニディスク・ミニDVテープの生産終了を発表。完全に終了するのは2月を予定している[93]。
  - 1月26日 - 東京の銀座のソニービル（2017年3月31日閉館）跡地に、多目的施設としてGinza Sony Parkが開業[94]。

### 分野別
オーディオ
- 1950年 - 国産初のテープレコーダーの試作に成功、発売する[95]。
- 1952年 - 日本初のステレオ・テープ・レコーダーを作り、NHKラジオ第1・第2の2波を使ったステレオ試験放送[注 6] に使われる。このほか、立体音は宝塚歌劇、文学座、俳優座などの音響効果に使われた。ステレオの普及のため「ステレコーダー552型」が開発されアメリカに多数輸出された[96]。
- 1974年 - 自社初のPCMレコーダーの試作に成功。
- 1976年 - 世界初のビデオデッキを使ったPCMオーディオプロセッサー「PCM-1」を発売[95]。
- 1978年
  - 世界初の16ビットPCMオーディオプロセッサー「PCM-1600」を発売[53]。
  - 実験的高級オーディオブランドSONY ESPRITの展開を開始[注 7]。
- 1979年 
  - 5月10日 - 同社初のメタルポジション（IEC TYPE IV）用コンパクトカセットテープの録音・再生に対応したステレオカセットデッキ「TC-K55」（定価：5万9800円）、および「TC-K65」（定価：7万3800円）を発売（同社のメタルポジション用コンパクトカセットテープ「METALLIC」と同時発売）。
  - 7月1日 - ウォークマン「TPS-L2」（定価：3万3000円）を発売し大ヒットした[97]。
- 1982年
  - 自社が中心になって開発したDASHフォーマットを使用した、24チャンネルマルチPCMデジタル録音機「PCM-3324」（定価：3,300万円）を発売。
  - コンパクトディスク（CD）を発表、10月1日に第1号機「CDP-101」（定価：16万8,000円）を発売[95]。
- 1984年 - 世界初の携帯CDプレイヤーディスクマン「D-50」を発売[97]。
- 1987年4月1日 - 民生用DATデッキ「DTC-1000ES」を発売[95][98]。
- 1989年 - 世界初の48チャンネルマルチPCMデジタル録音機「PCM-3348」（定価：3,800万円）を発売。
- 1992年 - ミニディスク（MD）を発表、プレーヤー「MZ-1」を発売（同年11月1日）[97]。
- 1996年 - ΔΣ変調を使ったDirect Stream Digital（DSD）録音方式を開発、デモを行う。
- 1999年5月21日 - DSD技術を用いた世界初のSuper Audio CDプレーヤー「SCD-1」（定価：50万円）を発売[95]。
- 2004年 - MDの拡張規格であるHi-MDを発表、プレーヤー「MZ-NH1」、およびレコーダー「MZ-RH1」を発売。
- 2005年11月21日 - 同社初のリニアPCMレコーダー「PCM-D1」（オープンプライス：実売価格20万円前後）を発売。
- 2007年 - SDリピーターを発売。
- 2013年11月21日 - 同社初のDSDによる録音・再生にも対応したリニアPCMレコーダー「PCM-D100」（オープンプライス：実売価格10万円前後）を発売。
- 2022年 - アメリカでOTC補聴器を発売[99]。

オーディオ・ビジュアル
- 1958年 - 国産初のVTR試作第1号機を制作[100]。
- 1960年 - ポータブルトランジスタテレビ「TV8-301」を発売[101]。
- 1965年 - 家庭用VTR ビデオコーダー「CV-2000」を発売[100]。
- 1968年 - 世界初のトリニトロン方式によるカラーテレビ「KV-1310」を発売[101]。
- 1969年10月29日 - 当時の松下電器、日本ビクターとともに、3/4インチカセット式VTRの"U規格"を発表[42]。
- 1971年10月10日 - U規格VTRの第1号機を、"Uマチック"という商標を使って発売する[100]。
- 1975年 - ベータ方式の家庭用VTRベータマックス「SL-6300」「SL-7300」を発売[100]。
- 1976年 - 米アンペックス社とともに、放送用の1インチVTRを開発。第1号機「BVH-1000」を発売[102]。
- 1982年
  - BVH-1000を改良した、世界初の1インチのハイビジョン・アナログVTRを開発。
  - ENG取材の機動力を高めるためのVTR・カメラ一体型のカムコーダを開発し、放送業務用の新規格VTR"BETACAM"を発表[47][103]。カムコーダ、据え置き型録画再生機ともに同時発売。
- 1983年 - 世界初の家庭用VTR一体型ビデオカメラ「BMC-100」を発売。
- 1985年
  - 放送局向けに、1インチのハイビジョン・アナログVTR「HDV-1000」の受注販売を開始[注 8]。
  - 8ミリビデオ規格を発表。VTR「EV-S700」、ビデオカメラ「CCD-V8」を発売[100][104]。
- 1987年 - 世界初のデジタルVTRを発表、発売（D1方式、定価：700万円）[47]。
- 1988年
  - VHS方式のVTR「SLV-7」を発売[100]。VHS/βのVTR規格争いが終了。
  - 世界初コンポジット・デジタルVTRD2-VTRを発表、発売[47]。
- 1993年 - BETACAMにデジタル録画・再生を可能にした「Digital BETACAM」が開発、商品化される[47]。
- 1997年
  - DVDビデオプレーヤー「DVP-S7000」を発売[105]。
  - DRCを搭載したフラットブラウン管テレビ「WEGA」を発売[45]。
  - Digital BETACAMのハイビジョン（HD）版、「HDCAM」が開発、商品化される[45]。
- 2001年 - 初代DVDレコーダー「RDR-A1」を発売[100]。同機種はパイオニアのOEMだった。
- 2002年
  - アイワを株式交換により完全子会社し、その後合併した[45]。
  - 8月 - ベータマックス機器の年内生産終了を発表。27年の歴史に幕を閉じる。
  - 11月 - CoCoonシリーズを発売[45]。以降デジタルレコーダーのラインナップを大幅に拡充。
- 2003年
  - 4月 - 当時世界初のBDレコーダー「BDZ-S77」発売[45]。
  - 11月 - スゴ録シリーズを発売[100]。
  - 12月 - PSXを発売[106]。ただし、同時期に発売したスゴ録に人気が集中した。
  - HDCAMの高画質改良版、「HDCAM SR」を開発、発売。
- 2004年
  - S-LCDを設立[107]。
  - 9月 - HDV規格による世界初のHDV 1080i対応の家庭用ハイビジョン・ムービー「HDR-FX1」を発売。
- 2005年
  - 6月 - 初代デジタルチューナー搭載スゴ録「RDZ-D5」を発売。
  - 9月 - 薄型テレビのブランド名をWEGAからBRAVIAに変更[45]。
- 2006年 - 世界の液晶テレビの出荷におけるシェア率で初の1位となる[108]。
- 2007年
  - 3月末 - アナログチューナーのみの録画機全般から撤退。デジタル放送対応に移行。
  - 4月 - ブラウン管テレビの国内向け販売終了。
  - 9月12日 - 国内向けのDVDレコーダー市場からの完全撤退を発表。BDレコーダーに移行。
  - 11V型有機ELテレビ「XEL-1」を発売[101][109]。
- 2008年
  - 3月末 - リアプロジェクションテレビ市場から撤退[110]。
  - 中南米向けのトリニトロン製品の生産を完全終了[111]。41年の歴史に幕を閉じる。
- 2011年
  - 東芝・日立製作所とともに、産業革新機構のジャパンディスプレイ設立に合意、ソニーモバイルディスプレイも統合されることとなった。
- 2014年
  - 産業革新機構の有機EL事業統合（ジャパンディスプレイを中心としたJOLEDの設立）にパナソニックとともに合意した。同社の5%の株式を保有する。

カメラ分野
- 1988年 - 電子スチルビデオカメラ Mavica「MVC-C1」を発売[112]。
- 1989年 - パスポートサイズハンディカム「CCD-TR55」を発売[98][104]。
- 1995年 - DV規格の家庭用デジタルビデオカメラ「DCR-VX1000」を発売[104]。
- 1996年 - 初代サイバーショット「DSC-F1」を発売[112]。
- 1999年 - Digital8規格のビデオカメラ「DCR-TRV310K」を発表[113]。他社からの参入はなく、その後Digital8規格は消滅した。
- 2000年10月 - 「DSC-P1」を発売[112]。現在も同社のデジタルカメラとしてはもっとも売れた機種である。
- 2001年 - MICROMV規格のビデオカメラ「DCR-IP7」を発表[104]。MICROMVも独自規格のまま消滅。
- 2004年
  - 同社初の8cmDVDを使用するビデオカメラ「DCR-DVD101」「DCR-DVD201」を発売[104]。
  - 10月 - 世界初のHDV 1080i規格のビデオカメラ「HDR-FX1」を発売[104]。
- 2005年7月 - 小型HDVカメラ、ハンディカム「HDR-HC1」を発売[104]。
- 2006年
  - 同社初のHDDビデオカメラ「DCR-SR100」を発売。
  - 1月 - コニカミノルタのカメラ事業撤退に伴い、同社の資産を一部引き継ぎ、デジタル一眼レフ分野へ参入[114]。「α（アルファ）」を発表[115]。
  - 世界初のAVCHD方式のビデオカメラ「HDR-SR1」「HDR-UX1」を発売[104]。

コンピュータ
- 1964年 - 世界初のオールトランジスタ電卓試作機MD-5号を発表[116]。
- 1967年 - オールトランジスタ電卓 SOBAX「ICC-500」を発売[55]。
- 1982年 - CP/Mを標準搭載した8ビットマイクロコンピュータ「SMC-70」を発売[55]。
- 1983年 - MSXマシン HiTBiT「HB-55」を発売[55]。
- 1986年 - MIPSプロセッサとNEWS-OS（ソニー製BSD系UNIX）を搭載した32ビットワークステーション「NEWS」（NWS-830）を発売[55]。
- 1988年 - 光磁気ディスク（MO）を商品化[53]。
- 1990年 - 手書き文字認識が可能な、日本語PDAの元祖パームトップコンピュータ「PTC-500」発売[117]。
- 1996年 - パソコンVAIO（PCV-90）を北米で発売[55]。
- 1997年 - サブノートPC VAIO NOTE「PCG-505」を発売[55]。
- 1998年 - ジャストシステムに資本参加した。
- 1999年 - 子犬型ペットロボットAIBO「ERS-110」を発売[118]、日本国内では販売開始から20分で完売する売れ行きだった。
- 2000年 - PlayStation 2を発売。MIPSベースの独自プロセッサ（Emotion Engine）が搭載されており、別売りのキットを用いるとLinuxが動作する。
- 2006年 - PlayStation 3を発売。PowerPCベースの独自プロセッサ（Cell Broadband Engine）が搭載されており、最初からLinuxのインストールに対応していた。
- 2014年 - VAIOをVAIO (企業)へ事業売却。

コンポーネント
- 1959年 - 研究員の江崎玲於奈が発明したトンネルダイオードの試作研究に成功[38]。
- 1979年 - 12万画素CCD「ICX008」を商品化[119]。
- 1980年 - 3.5インチマイクロフロッピーディスクを開発しのちに標準規格化される[50][54]。
- 1989年 - 直径7ミクロンの世界最小のレンズ「オンチップマイクロレンズ」を実用化[119]。
- 2008年 - 裏面照射型CMOSイメージセンサ「Exmor R」を量産化[120]。

番外編
NHK「魔改造の夜」第5弾に「Sニー」チームとして出演。T京アールアンドデー、Aエイチ・アイらと対戦した。ちなみに、「ネコちゃん落下25m走」に投入した改造ネコ型玩具の名前は「ArukuNyan」であった。ロゴはウォークマンのものとそっくりであり、オマージュとしてネコはヘッドホンをしていた。

## 製品

### 現行
テレビ
- BRAVIA

ブルーレイディスクレコーダー
- （BDZ）

Ultra HD ブルーレイディスクプレーヤー
- （UBP）

ブルーレイディスクプレーヤー
- （BDP）

デジタルカメラ
- サイバーショット（コンパクトデジタルカメラ）
- α（アルファ）（デジタル一眼カメラ）

ビデオカメラ
- Handycam（製品一覧）

携帯電話・スマートフォン
- Xperia

ラジオ受信機
- ワールドバンドレシーバー（短波放送・AM・FM受信機）[121]
- 名刺サイズラジオ[121]
- 非常用ラジオなど[121]

オーディオ
- ESシリーズ
- NETJUKE

ポータブルオーディオプレーヤー
- WALKMAN（ウォークマン）

ワイヤレスステレオヘッドセット
- WIシリーズ
- WFシリーズ
- WHシリーズ

ICレコーダー
- ICDシリーズ
- リニアPCMレコーダー[122]

IC記録メディア
- POCKET BIT[123]
- MEMORY STICK

ペットロボット
- aibo

業務用映像機器
- XDCAM
- HDCAM
- NXCAM
- CineAlta

半導体
- FeliCa（非接触型ICカード）
- Exmor（CMOSイメージセンサ）

メディカル・ライフサイエンス関連機器
- フローサイトメーター（セルアナライザー/セルソーター）[125]
- 院内映像システム、メディカルモニター、メディカルカメラなど[126]

### 過去
- 白物家電（卓上IHクッキングヒーター、電気ケトル、洗濯機、冷蔵庫など。一部はSonettブランドで販売）
- 接着剤（ソニーボンド）
- 電子ブックリーダー（Reader）
- エンジニアリングワークステーション（NEWS）

### デファクトスタンダード
規格争いを目的とせず、ソニー製品のために用意されたが、しだいに他社も流用するようになり結果としてデファクトスタンダードとして普及した規格を記載する。
- 1957年 - 006P型乾電池（いわゆる9V電池） - トランジスタラジオ（TR-63）のために開発された。
- 1979年 - 3.5mmサイズのフォーンプラグのうち、3極でステレオ化されたもの（いわゆるステレオミニプラグ） - 初代ウォークマン（TPS-L2）に搭載された。
- 1981年 - 3.5インチサイズのフロッピーディスク - 自社製ワードプロセッサのために開発された。
- 1985年 - ガム型電池 - ウォークマン（WM-101）のために開発された。

### 初めて実用化・商品化した製品
当社が世界あるいは日本で初めて実用化ないし製品化・商品化された製品を記載する。要素技術を発明・新開発したものではないものも含まれる。
- 1955年 - トランジスタを使用したラジオ（TR-55、日本初。発明はベル研究所）
- 1960年 - トランジスタを使用したテレビ（TV8-301）
- 1968年 - アパーチャーグリル方式のブラウン管（トリニトロン。発明はアーネスト・ローレンス）
- 1969年 - カセットに収められたビデオテープ（Uマチック。業界規格としてはU規格）
- 1980年 - 3.5インチサイズのフロッピーディスク
- 1982年 - デジタル方式で音楽が記録できる光ディスク（コンパクトディスク、CD）
- 1983年 - CCDイメージセンサーの実用化と、CCD搭載のビデオカメラ（CCD-G5、発明はベル研究所）
- 1991年 - リチウムイオン二次電池（発明は旭化成の吉野彰）
- 2007年 - 有機EL方式のテレビ（XEL-1）
- 2008年 - 裏面照射型CMOSイメージセンサー（Exmor R、初出はオムニビジョン）
- 2012年 - マイクロLEDディスプレイ（Crystal LED Display、のちのCLEDIS）

## ロゴマーク
「SONY」が商標登録された1955年に、社名の周りが四角で囲まれたロゴマークが最初に制作された。その後、1957年に四角が取り払われ、文字のデザインが変更されて以降、年を経るごとにデザインが少しずつ修正されていった。
1961年、香港に日本企業初のネオンサインを掲げる際、2代目のロゴはネオンサインに合わないという理由で修正することになる。デザイナーの黒木靖夫 は、当時ソニー副社長だった盛田から指名され、苦心を重ねて新しいロゴを制作した。こうした努力の結果、黒木のロゴはネオンサイン限定のデザインとはならず、1962年に発売したマイクロテレビの広告で、3代目のロゴとして正式に採用された。
3代目のロゴが作られて以降、さらに磨きのかかったロゴに仕上げるため、大賀典雄が室長を務める デザイン室にはロゴ専用の委員会が設置された。さらに、1962年に4代目のロゴになってからは使用規定も追加され、コーポレートデザインの実現を目指すようになった。
使用規定にはロゴマーク（コーポレートロゴ）との混同を避けるため、ソニーが発信する文書にはすべて大文字での「SONY」を使用せず、「ソニー」あるいは 「Sony」を使用するように、という記述がある（たとえば 「SONY CORPORATION」などのようにすべて大文字で表示する必要がある場合を除く）。
1973年、最初のロゴから数えて6代目のロゴが制作され、現在に至る。
なお、東通工時代を含む創立35周年を迎えた1981年に、7代目となるロゴを制作しようと全世界を対象にデザインを公募したものの、井深や盛田が「今のロゴのほうが明快でいい」と話したため、制作は中止となった。

## ブランドメッセージ

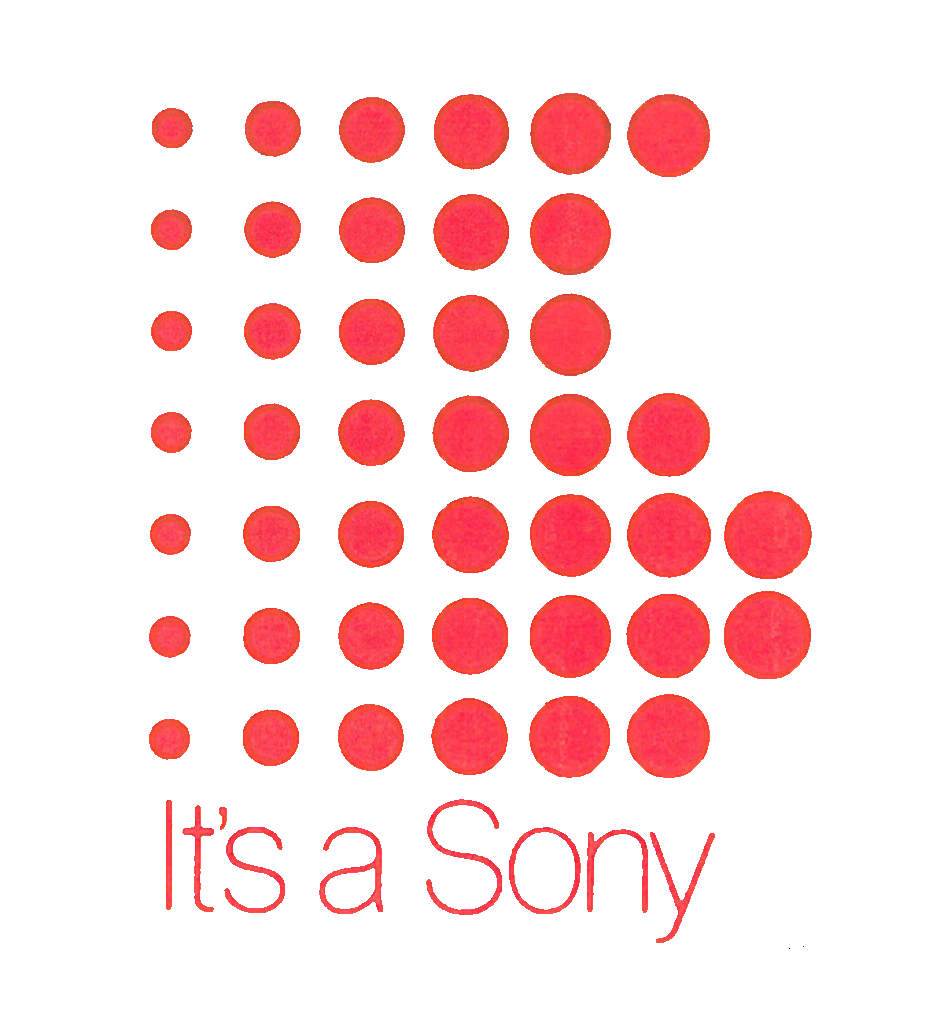
「It's a Sony」ロゴ

「make.believe」ロゴ

1982年、これまでの「SONY」と刻まれたロゴに加えて、「SONY」の「S」がデザインされたイメージが新たに作られた。さらに、盛田の提案により「It's a Sony」（イッツ・ア・ソニー）と英語ナレーションが流れるサウンドロゴもテレビCM用に加えられた。これ以降、コマーシャルの最後に「絵」と「音」を使ったブランドメッセージが使用されるようになった。
2009年、世界共通のブランドメッセージとして「make.believe」（メイク・ドット・ビリーブ）を新たに導入した。グループの複数の事業に対して共通のブランドメッセージが使用されたのは初めてとなる。

2018年、コマーシャルにおけるブランドメッセージはモーションロゴ（ロゴマークとサウンドロゴ）のみとなっている。サウンドロゴはピアノの単音を使用しており、直後に「SONY」とナレーションが流れるバージョンも存在する。モーションロゴはコロンビア ピクチャーズ、トライスター ピクチャーズ、スクリーン ジェムズのオープニングロゴにも使用されている。
2021年にモーションロゴがリニューアルされ、ロゴマーク出現時にグラデーション効果が施された。
また、テレビ放送では短縮版も存在しており、ロゴは、ソニー・ピクチャーズ テレビジョンまたは、トライスター・プロダクションズのサウンドロゴと一緒に使用されている。この場合時のみピアノの単音は流れない。

## 歴代トップ

### 社長
|    | 氏名                   | 在任期間        | 出身校                     |
| -- | ---------------------- | --------------- | -------------------------- |
| 1  | 前田多門               | 1946年 - 1950年 | 東京帝国大学法学部         |
| 2  | 井深大                 | 1950年 - 1971年 | 早稲田大学理工学部         |
| 3  | 盛田昭夫               | 1971年 - 1976年 | 大阪帝国大学理学部         |
| 4  | 岩間和夫               | 1976年 - 1982年 | 東京帝国大学理学部         |
| 5  | 大賀典雄               | 1982年 - 1995年 | 東京芸術大学音楽学部       |
| 6  | 出井伸之               | 1995年 - 2000年 | 早稲田大学第一政治経済学部 |
| 7  | 安藤国威               | 2000年 - 2005年 | 東京大学経済学部           |
| 8  | 中鉢良治               | 2005年 - 2009年 | 東北大学大学院工学研究科   |
| 9  | ハワード・ストリンガー | 2009年 - 2012年 | オックスフォード大学大学院 |
| 10 | 平井一夫               | 2012年 - 2018年 | 国際基督教大学教養学部     |
| 11 | 吉田憲一郎             | 2018年 - 2021年 | 東京大学経済学部           |
| 12 | 槙公雄                 | 2021年 - 現職   |                            |

### 最高経営責任者
|   | 氏名                   | 在任期間        | 出身校                     |
| - | ---------------------- | --------------- | -------------------------- |
| 1 | 大賀典雄               | 1989年 - 1999年 | 東京芸術大学音楽学部       |
| 2 | 出井伸之               | 1999年 - 2005年 | 早稲田大学第一政治経済学部 |
| 3 | ハワード・ストリンガー | 2005年 - 2012年 | オックスフォード大学大学院 |
| 4 | 平井一夫               | 2012年 - 2018年 | 国際基督教大学教養学部     |
| 5 | 吉田憲一郎             | 2018年 - 2021年 | 東京大学経済学部           |
| 6 | 槙公雄                 | 2021年 - 現職   |                            |

### 会長
|   | 氏名                   | 在任期間        | 出身校                     |
| - | ---------------------- | --------------- | -------------------------- |
| 1 | 井深大                 | 1971年 - 1976年 | 早稲田大学理工学部         |
| 2 | 盛田昭夫               | 1976年 - 1995年 | 大阪帝国大学理学部         |
| 3 | 大賀典雄               | 1995年 - 2000年 | 東京芸術大学音楽学部       |
| 4 | 出井伸之               | 2000年 - 2005年 | 早稲田大学第一政治経済学部 |
| 5 | ハワード・ストリンガー | 2005年 - 2012年 | オックスフォード大学大学院 |
| 6 | 平井一夫               | 2018年 - 2019年 | 国際基督教大学教養学部     |
| 7 | 吉田憲一郎             | 2020年 - 現職   | 東京大学経済学部           |

## 事件・不祥事・問題

### ステルスマーケティング
デビッド・マニング事件（2001年）
ソニー・ピクチャーズ エンタテインメントが「架空の映画評論家」を作りあげ、自社の映画作品を絶賛していたステルスマーケティング事件。ソニーは合成音声でラジオ出演させるなど偽装工作を行った。
俳優を利用したステルスマーケティング（2003年）
ソニー・エリクソン・モバイルコミュニケーションズ（現・ソニーモバイルコミュニケーションズ）は、俳優60人を雇い、ステルスマーケティングを行っていた。主要都市で旅行者に扮した俳優は通行人に自社製品で写真を撮らせ、その過程で製品の機能について熱心にアピールすることで「ソニーの製品はクールだ」と伝えるというもの。ライターのマルコム・グラッドウェルは、「詐欺紛いの行為であり、常識的にあり得ない。真実が知れれば大きな反発を生むだろう」と見解を示している。
ゲートキーパー問題（2004年）
複数のサイトにおいて任天堂、マイクロソフトなどの他社製品を中傷、自社製品を宣伝する書き込みがあり、それが同社の本社からの書き込みであることが発見される。さらに、これを契機に多くのブロガーらが自身のウェブサイトでドメイン名検索を実施したところ、2000年ごろから「少人数ではとても行えない規模」で、同様の書き込みがあったことが発覚した。
PlayStation Portableファンブログヤラセ問題（2006年）
ソニー・コンピュータエンタテインメント（米国）が、個人ブログと偽り他社製品を中傷、自社製品の宣伝を行うサイトを運営していた。
YouTube再生回数不正問題（2012年）
ソニー・ミュージックエンタテインメントのYouTubeアカウントにおいて再生回数が不正に水増しされていたため、再生回数が大幅にマイナス修正された。
PlayStation Vita問題（2014年）
ソニー・コンピュータエンタテインメント（現・ソニー・インタラクティブエンタテインメント）がPlayStation Vitaについて、実際には使えない機能を顕著な特徴として宣伝した。当社やその広告店の社員によるものだと明示的に示すことなしに、社員のTwitterアカウントを通じての投稿が、消費者に直接的に宣伝を行うなどして消費者に誤解を与えたと、アメリカ合衆国連邦取引委員会の指摘を受け、消費者に25ドルか50ドル相当の商品引換券を提供することで和解した。

### その他
ソニーBMG製CD XCP問題（2005年）
ソニーBMG・ミュージックエンターテインメント（現・ソニー・ミュージックエンタテインメント）の音楽CDにスパイウェアが仕込まれていた問題。
薄型テレビ発火死亡事故（2008年）
2008年1月30日に岡山県の同社製薄型テレビ購入者宅で薄型テレビ（KDL-32V2000）から発火し2名が死亡した。その後、同年2月29日に経済産業省へ事故発生の届け出があったが、火災原因の特定には至らなかった。
PlayStation Network個人情報流出事件（2011年）
PlayStation Network（PSN）において推定7,700万人の個人情報が流出した事件。
内部文書流出（2015年）
北朝鮮に関係するとみられるハッカーにより、ソニー・ピクチャーズ エンタテインメントの内部文書が流出。これらはウィキリークスで公開され、その中には約100件の政府関係者の電子メールアドレスも含まれており、ウィキリークス代表のジュリアン・アサンジュは「ロビー活動の様子がうかがえる。影響力の強い企業が、どう活動しているかが分かる貴重な財産」としている。
新製品広告を投稿問題（2021年）
2021年（令和3年）6月30日、7月7日に新製品を発表するという広告を投稿したが、7月7日が盧溝橋事件の発生から84年という日であったことから、7月1日付けで広告を削除した。10月18日、中国北京市朝陽区の市場監督管理局は同日までに広告法に違反したことを理由にソニーグループの中国法人に対し、100万元（日本円で約1800万円）の罰金を科した。

## テレビ番組
- 日経スペシャル ガイアの夜明け ものづくり神話よ再び 〜ソニーの新たなる挑戦〜（2003年7月1日、テレビ東京）[148]
- 日経スペシャル カンブリア宮殿 「出井伸之が語る、電機産業の"悩み"と"未来"」（2007年4月2日、テレビ東京）[149]